# Зубной камень
Зубно́й ка́мень — отвердевший зубной налёт, образующийся на поверхности зубов. Зубной камень достаточно тёмный, что объясняется тем, что в его состав входят остатки пищи, отмершие клетки, бактерии, соли фосфора, железа и кальция.

## История

### Лечение заболевания у ацтеков
В своём фундаментальном произведении «Общая история дел Новой Испании» (1576) Бернардино де Саагун, опираясь на сведения ацтеков о лечении различных заболеваний, привёл объяснение причины возникновения зубного налета, а также методы борьбы с ним:
При болезни зубного камня на зубах и коренных зубах, необходимо, дабы у нас его не было, мыть зубы холодной водой, и чистить сукном, и измельчённым углем, и вымывать солью. Также следует мыть или чистить особым корнем под названием тлатлаукапатли с солью, и перемешать кошениль с чили

[стручковый перец] и солью, приложить к зубам. С помощью этого лекарства выскрести зубы, вымыть рот, и с помощью ночестли, смешанным с чили и солью, затемняются зубы. Также нужно положить особое лекарство под названием тлильтиктламиауалли, хотя оно служит для затемнения самих зубов и окрашивает наши зубы в чёрный цвет, или для полоскания зубов мочой, или прикладывается к нашим зубам чичик куауитль, или промывания местной лебедой истауйатлем, или водой с особой корой дерева, называющегося куаутепустли, или приложить порошок этой коры к зубам. Неплохо бы снять затвердевший зубной камень каким-нибудь железом, а потом приложить немного смолотых квасцов и червеца с солью и чили.

## Причины и механизмы возникновения
Началом образования зубного камня служит образование мягкого зубного налёта (зубная бляшка), состоящего из остатков пищи, бактерий и слизи, которая склеивает всё это в сплошную массу.
В первую очередь зубной камень образуется в местах скопления мягкого зубного налёта, на тех участках зубов, где нет необходимого самоочищения при жевании пищи. После происходит пропитка отложения минеральными компонентами, что приводит к образованию твёрдой массы зубного камня. Нередко зубной камень появляется у детей-подростков, с возрастом его количество увеличивается, особенно при плохой личной гигиене полости рта.
Зубной камень откладывается на шейках зубов, может покрывать часть коронки и корня. Но он может образовываться и на зубных протезах, если за ними отсутствует должный уход.
Причины возникновения зубного камня:
- Человек нерегулярно чистит зубы или чистит их неправильно.
- В рационе человека преобладает мягкая пища.
- Жевание производится только одной стороной челюсти (левой или правой).
- Использование некачественных зубных щёток и паст.
- У человека нарушен обмен веществ, в первую очередь — солевой.

Причиной возникновения зубного камня может быть неправильное положение зубов, шероховатая поверхность вследствие установки пломб, ортодонтических и ортопедических конструкций. Отсутствие или недостаточная полировка зубов после профессиональной гигиены полости рта у стоматолога также приводит к быстрому повторному отложению зубного налёта и зубного камня.

## Клинические проявления
Первыми симптомами зубного камня являются зуд и кровоточивость дёсен, неприятный запах изо рта. Зубной камень, прорастая в десневой карман, постепенно отслаивает десну и способствует углублению десневого кармана и развитию пародонтита. При отсутствии лечения зубы начинают шататься. Визуально зубной камень выглядит как тёмные пятна с внешней и внутренней стороны зуба около десны.

## Классификация
Классификация производится по локализации — зубной камень делят на наддесневой и поддесневой (в зависимости от соотношения с краем десны).

### Наддесневой зубной камень
Наддесневой зубной камень виден невооружённым глазом. Он имеет белый или желтоватый цвет, глинообразную или твёрдую консистенцию. При воздействии специальным инструментом легко отделяется от поверхности зуба.

### Поддесневой зубной камень
Поддесневой зубной камень обычно твёрдый и плотный, он обнаруживается только стоматологом при помощи специальных инструментов (зонда). Имеет зеленовато-чёрный или тёмно-коричневый цвет, плотно прилегает к поверхности корня зуба.

## Профилактика образования зубного камня
Для профилактики образования зубного камня следует регулярно и правильно чистить зубы. Врачи рекомендуют использовать хорошие зубные пасты и качественные щётки, зубные нити, и регулярно посещать стоматолога. Также можно использовать ополаскиватели для полости рта. Использовать зубочистки не рекомендуется.

## Удаление зубного камня
Удаление зубного камня производится в кабинете стоматолога ультразвуковыми насадками. В среднем рекомендуется проводить процедуру профессиональной чистки зубов раз в полгода. Но в зависимости от уровня личной гигиены данный срок может как сокращаться (до 3 или даже 1 месяца), так и увеличиваться (до 1-3 лет).